# Palliduphantes cadiziensis
Palliduphantes cadiziensis är en spindelart som först beskrevs av Jörg Wunderlich 1980.  Palliduphantes cadiziensis ingår i släktet Palliduphantes och familjen täckvävarspindlar. Inga underarter finns listade i Catalogue of Life.